# Христо Тантилов
Христо Марков Тантилов е български хирург-ортопед и общественик.

## Биография
Роден е през 1871 г. в Карлово. Баща му – Марко (Матьо) Пенчев Тантилов е Карловски учител и народен будител. Негов брат е офицерът Петър Тантилов. Завършва медицина в Монпелие, Франция. Темата на докторската му теза е „Принос към изучаване впръскването в големи количества на солен разствор при лекуването на инфекции и интоксикации“. През 1905 г. специализира ортопедия във Виена, а през 1910 г. в Берлин. Участва в Първата световна война като запасен санитарен поручик, началник на 2-ра етапна болница. За отличия и заслуги през втория период на войната е награден с орден „За военна заслуга“, ІV степен. Работи като ординатор на д-р Асен М. Петров в Хирургическото отделение (Първа хирургия) на Александровска болница, завеждащ Хирургично отделение при Софийската дивизионна болница, началник на Хирургическо-ортопедичното отделение към Александровска болница. Член и секретар на Висшия медицински съвет, подпредседател на Софийския лекарски клон на „Дружеството за борба против туберкулозата“ и други. Умира през 1944 г.

## Научни трудове
Автор е на редица научни и научнопопулярни статии: „Принос към историята на медицината в България“, „Начални прояви и развой на медицината в България през вековете“, „Исторически данни и хронология на чумните епидемии в България от 1239 до 1838“; „Нашият национален план за борба против туберколозата“, „Наставление за предпазване от туберколозата“ и други.
Личният му архив се съхранява във фонд 1487К в Централен държавен архив. Той се състои от 54 архивни единици от периода 1881 – 1972 г.